# Джордж Бърд Гринел
Джордж Бърд Гринел (на английски: George Bird Grinnell) е американски зоолог, етнограф и писател.
Той е сред основателите на природозащитното движение в САЩ. Автор на множество книги за американските индианци и дивата фауна на Америка.

## Книги на български език
Дж. Б. Гринел, „Магическата шатра. Сказания от шатрите на чернокраките“, С. 1996